# 豪伊·蒙哥马利
霍华德·蒙哥马利（英語：Howard Montgomery，1940年8月22日—），美国NBA联盟前职业篮球运动员。他在1962年的NBA选秀中第7轮第7顺位被旧金山勇士选中。